# Šatorovići
Šatorovići är en ort i Bosnien och Hercegovina.   Den ligger i distriktet Brčko, i den nordöstra delen av landet, 110 km norr om huvudstaden Sarajevo. Šatorovići ligger 197 meter över havet och antalet invånare är 1 238.
Terrängen runt Šatorovići är platt åt nordost, men åt sydväst är den kuperad. Närmaste större samhälle är Brčko, 11,5 km norr om Šatorovići. 
Omgivningarna runt Šatorovići är en mosaik av jordbruksmark och naturlig växtlighet. Runt Šatorovići är det ganska tätbefolkat, med 67 invånare per kvadratkilometer.